# Käsefladen

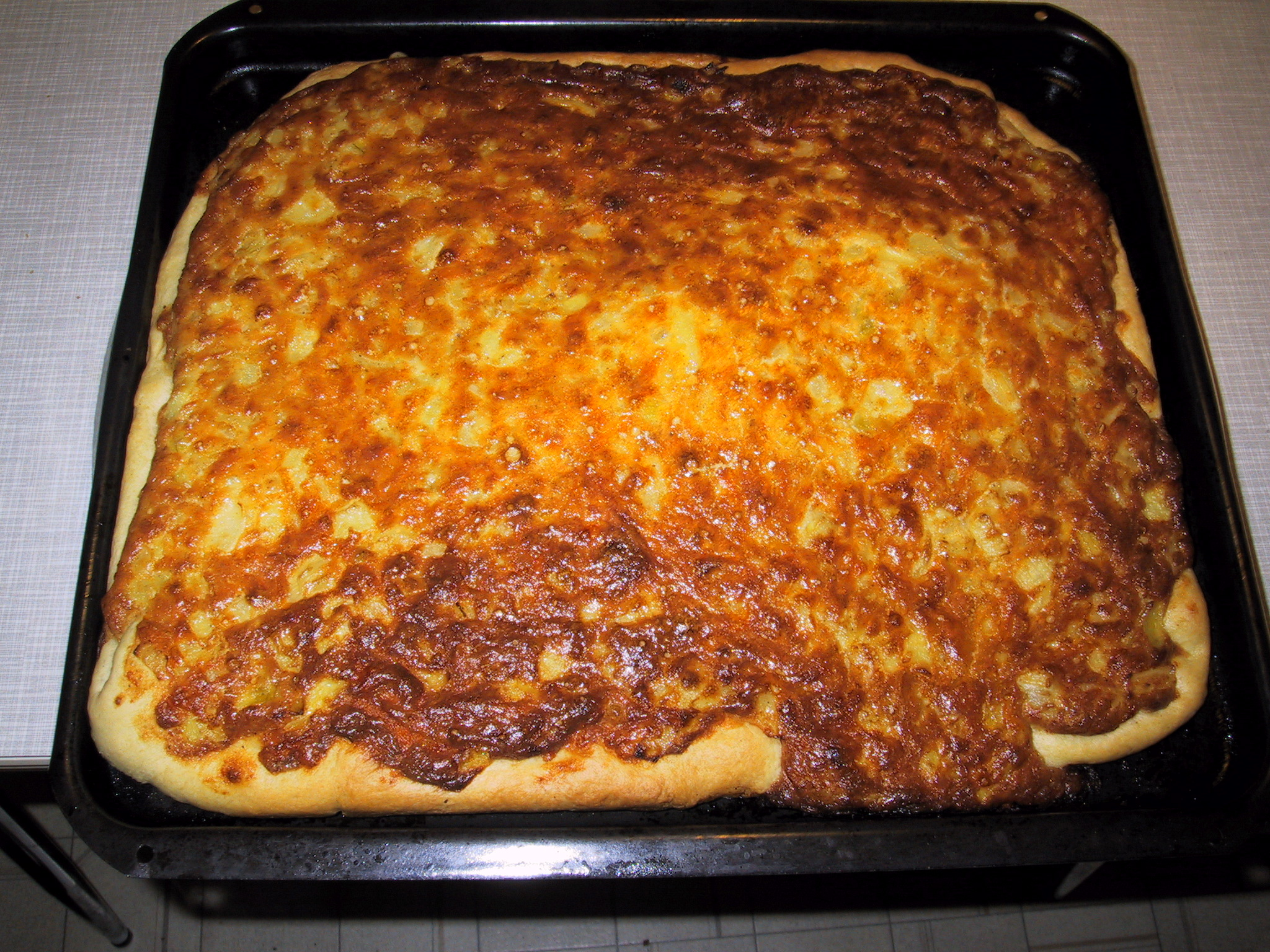
Käsefladen

Käsefladen ist eine Käsespezialität aus Vorarlberg und der Schweiz.

## Vorarlberger Käsefladen
Der Teig wird aus Mehl, Hefe, Salz und Wasser hergestellt. Der Belag besteht aus geriebenem Käse (Bergkäse, Greyerzer, Appenzeller. Räßkäse oder ähnlichem), Eiern und fein gehackten Zwiebeln. Gewürzt wird die Masse mit Salz, Pfeffer und Muskat.

## Käsdönnala

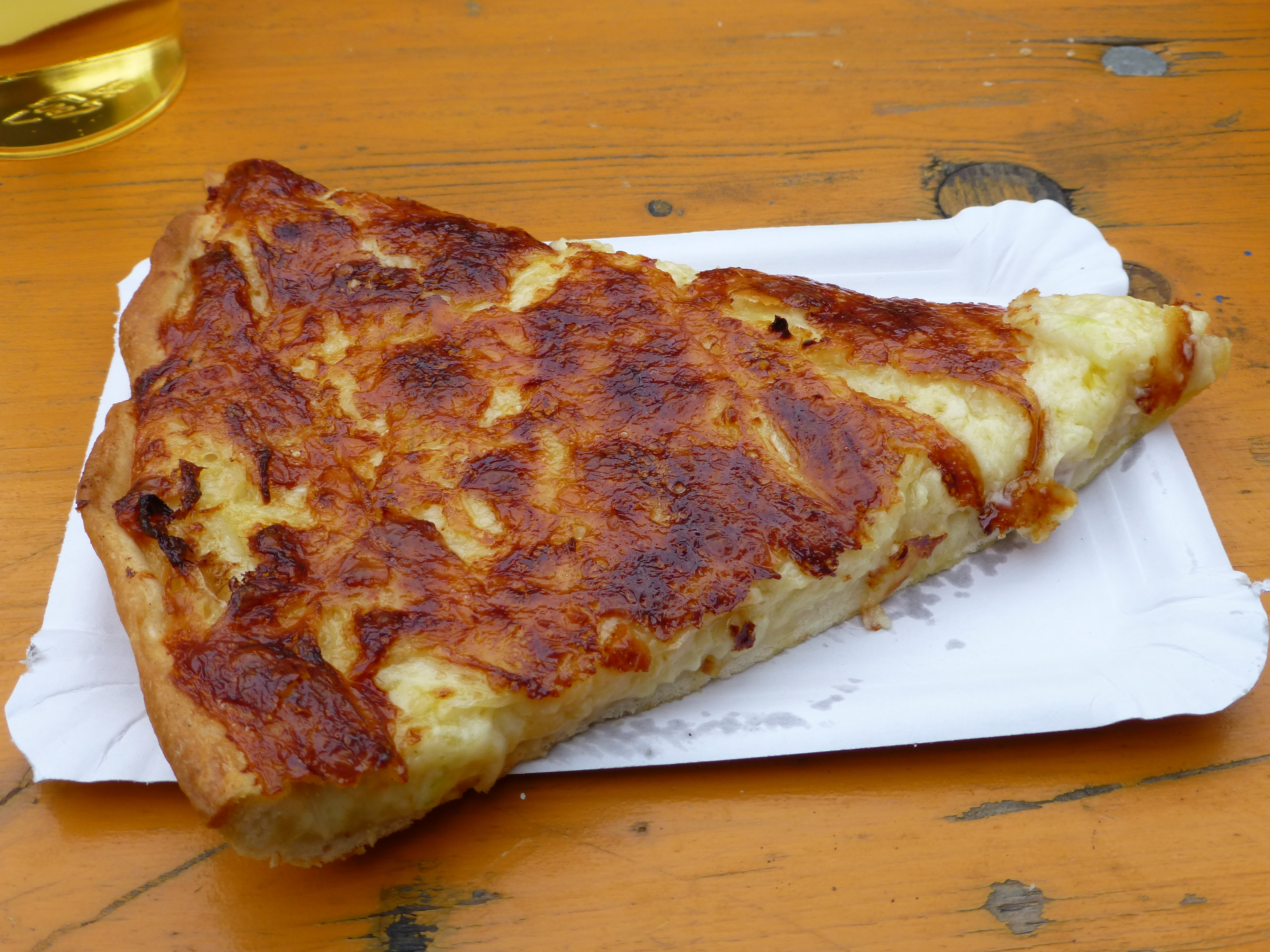
Eine „Käsdönnölö“, wie sie von den Lustenauer Bäckereien vor allem anlässlich der „Kilbi“ verkauft wird

Käsdönnala (Einzahl: Käsdönnölö, auch Lustenauer Käsfladen) ist eine Art des Käsefladen aus Lustenau in Vorarlberg. Der Käsefladen gilt in Lustenau als besondere Spezialität, bei der Lustenauer Kilbi werden die Käsdönnala in großen Mengen von den lokalen Bäckern hergestellt.
Der Teig wird aus Mehl, Hefe und Öl zubereitet. Die Auflage wird aus geriebenem Rheintaler Käse (einer sehr würzigen Vorarlberger Käsespezialität), Margarine oder weicher Butter, fein gehackten Zwiebeln, Eiern und etwas Milch verrührt. Diese Masse wird mit Salz, Pfeffer und Muskat gewürzt.

## Appenzeller Käsefladen
Der Appenzeller Käsefladen, auch Chäsflade, wird entweder aus Brotteig oder aus Hefeteig gemacht.
Der Belag besteht aus Appenzeller Käse, feingehackten Zwiebeln, Eiern, Rahm und Milch, Gewürzen nach Belieben.

## Weitere Zubereitung (alle Varianten)
Der Teig wird, nachdem er aufgegangen ist, ausgerollt und dann mit der Masse bestrichen, danach in einem vorgeheizten Backrohr goldbraun gebacken.

## Ähnliche Gerichte
Die Quiche ist ein ähnliches Gericht, unterschiedlich ist der Teig, bei der Quiche ein Mürbeteig, und auch der Belag beinhaltet unterschiedliche Zutaten. Die Wähe besteht auch aus einem Mürbeteig, der wesentliche Unterschied ist aber der Aufbau, erst kommt der Belag auf den Teig und dann der Guss.